# Wapen van Diksmuide
Het wapen van Diksmuide is het heraldisch wapen van de West-Vlaamse gemeente Diksmuide. Het wapen werd op 28 juli 1819 door de Hoge Raad van Adel aan de gemeente Diksmuide toegekend.

## Geschiedenis
Het wapen gaat terug op het wapen van de heren van Beveren-Waas. Zij werden voor 1157 verheven tot burggraven. In de 13e eeuw voerden zij een wapen bestaande uit acht dwarsbalken, alternerend goud en lazuur, over alle dwarsbalken (in heraldische term: brocherend) werd een rood schuinkruis geplaatst. De stad zelf gebruikte het wapen op een gegeven moment, wanneer is niet bekend, zonder het schuinkruis. Tot aan de eerste helft van de 17e eeuw komen de wapens met en zonder kruis naast elkaar voor. De oudste bekende publicatie zonder kruis stamt uit 1531.
De stad kreeg in 1819 per besluit van de Hoge Raad van Adel het wapen zonder kruis toegekend. Het toenmalige wapen kreeg een markiezenkroon. Deze kroon met vijf fleurons werd in 1986 vervangen door een gouden muurkroon van vijf torens.

## Blazoenering
De eerste blazoenering van het wapen luidt als volgt:
Gedwarsbalkt van acht stukken van goud en van lazuur. Het schild getopt met een stedekroon met vijf torens van goud.
Het wapen bestaat uit acht dwarsbalken die om en om goud dan wel blauw van kleur zijn. Op het schild staat een gouden stedenkroon, of muurkroon, van vijf torens.